# Junior Kabananga
Junior Kabananga Kalonji (* 4. April 1989 in Kinshasa) ist ein kongolesischer Fußballspieler.

## Karriere

### Verein
Nachdem Kabananga für mehrere Vereine in seinem Heimatland gespielt hatte, wechselte er mit 21 Jahren vom FC MK Etanchéité nach Belgien zum RSC Anderlecht. Dort debütierte er in der Saison 2010/11 für die Profimannschaft, ehe er im Januar 2011 für ein halbes Jahr an den Beerschot AC verliehen wurde. Die Spielzeit 2012/13 verbrachte er auf Leihbasis beim KSV Roeselare und wurde daraufhin fest von Cercle Brügge verpflichtet, wo er einen Zwei-Jahres-Vertrag unterschrieb.
Er spielte mit Unterbrechungen von 2015 bis 2019 für FK Astana in der kasachischen Premier-Liga, zwischenzeitlich auch für Kardemir Karabükspor und al-Nasr FC. Seit dem Sommer 2019 steht er beim Qatar SC unter Vertrag.

### Nationalmannschaft
Kabananga debütierte im Jahr 2014 für die Fußballnationalmannschaft der Demokratischen Republik Kongo und erzielte bei seinem Länderspieldebüt am 15. Oktober gegen die Elfenbeinküste (4:3) gleich ein Tor. Er gehörte zum 23-köpfigen Aufgebot im Rahmen der Fußball-Afrikameisterschaft 2015 und wurde viermal eingesetzt. Erneut wurde der Stürmer in den Kader von DR Kongo für die Fußball-Afrikameisterschaft 2017 einberufen. Dabei schoss er in jedem der drei Vorrundenspiele gegen Marokko, Elfenbeinküste und Togo jeweils ein Tor. Im Viertelfinale war er mit seiner Mannschaft der ghanaischen Fußballnationalmannschaft mit 1:2 unterlegen. Mit seinen drei Treffern in der Vorrunde wurde er am Ende Torschützenkönig des Turniers.

## Erfolge
Verein
- Kasachischer Meister: 2015, 2016, 2017, 2018, 2019
- Kasachischer Pokalsieger: 2016
- Kasachischer Superpokalsieger: 2019

Nationalmannschaft
- Torschützenkönig der Fußball-Afrikameisterschaft 2017